# Canoa/kayak ai Giochi della XX Olimpiade - Slalom C1 maschile
La competizione dello slalom C1 maschile di Canoa/kayak ai Giochi della XX Olimpiade si è disputata il giorno 28 agosto 1972 nel bacino artificiale Eiskanal ad Augusta.

## Risultati
| Pos.    | Nazione            | Atleta         | Prima prova | Prima prova | Prima prova | Seconda prova | Seconda prova | Seconda prova | Valido |
| Pos.    | Nazione            | Atleta         | Tempo       | Pen.        | Totale      | Tempo         | Pen.          | Totale        | Valido |
| ------- | ------------------ | -------------- | ----------- | ----------- | ----------- | ------------- | ------------- | ------------- | ------ |
| Oro     | Reinhard Eiben     | Germania Est   | 277,50      | 50          | 327,50      | 285,84        | 30            | 315,84        | 315,84 |
| Argento | Reinhold Kauder    | Germania Ovest | 307,89      | 20          | 327,89      | 320,31        | 30            | 350,31        | 327,89 |
| Bronzo  | Jamie McEwan       | Stati Uniti    | 331,52      | 90          | 421,52      | 295,95        | 40            | 335,95        | 335,95 |
| 4       | Jochen Förster     | Germania Est   | 284,42      | 70          | 354,42      | 295,45        | 70            | 365,45        | 354,42 |
| 5       | Wolfgang Peters    | Germania Ovest | -           | -           | -           | 286,25        | 70            | 356,25        | 356,25 |
| 6       | Jürgen Köhler      | Germania Est   | 312,88      | 60          | 372,88      | 327,70        | 120           | 447,70        | 372,88 |
| 7       | Karel Třešňák      | Cecoslovacchia | 298,70      | 120         | 418,70      | 315,07        | 70            | 385,07        | 385,07 |
| 8       | Petr Sodomka       | Cecoslovacchia | 301,11      | 90          | 391,11      | 298,83        | 100           | 398,83        | 391,11 |
| 9       | Zbyněk Puleč       | Cecoslovacchia | 351,46      | 200         | 551,46      | 331,38        | 60            | 391,38        | 391,38 |
| 10      | Angus Morrison     | Stati Uniti    | 293,77      | 100         | 393,77      | 332,88        | 150           | 482,88        | 393,77 |
| 11      | Wick Walker        | Stati Uniti    | 354,30      | 140         | 494,30      | 369,76        | 30            | 399,76        | 399,76 |
| 12      | Michel Trenchant   | Francia        | 306,73      | 140         | 446,73      | 325,98        | 80            | 405,98        | 405,98 |
| 13      | John Albert        | Gran Bretagna  | 328,40      | 110         | 438,40      | 339,15        | 210           | 549,15        | 438,40 |
| 14      | Tone Hočevar       | Jugoslavia     | 403,41      | 250         | 653,41      | 365,40        | 80            | 445,40        | 445,40 |
| 15      | Claude Baux        | Francia        | 348,69      | 150         | 498,69      | 323,16        | 140           | 463,16        | 463,16 |
| 16      | Bernhard Heinemann | Germania Ovest | 328,10      | 170         | 498,10      | 377,41        | 90            | 467,41        | 467,41 |
| 17      | Damjan Prelovšek   | Jugoslavia     | 323,85      | 160         | 483,85      | 346,11        | 200           | 546,11        | 483,85 |
| 18      | François Bonnet    | Francia        | 336,17      | 190         | 526,17      | 351,23        | 210           | 561,23        | 526,17 |
| 19      | William Griffith   | Canada         | 341,50      | 230         | 571,50      | 340,64        | 190           | 530,64        | 530,64 |
| 20      | Rowan Osborne      | Gran Bretagna  | 351,12      | 210         | 561,12      | 393,08        | 210           | 603,08        | 561,12 |
| 21      | Geoffrey Dinsdale  | Gran Bretagna  | 326,09      | 360         | 686,09      | 386,72        | 190           | 576,72        | 576,72 |
| 22      | Edy Paul           | Svizzera       | -           | -           | -           | 392,50        | 250           | 642,50        | 642,50 |